# Володимир Дідушицький

Портрет Володимира Дідушицького (художник Я. Матковський, 1843 рік)

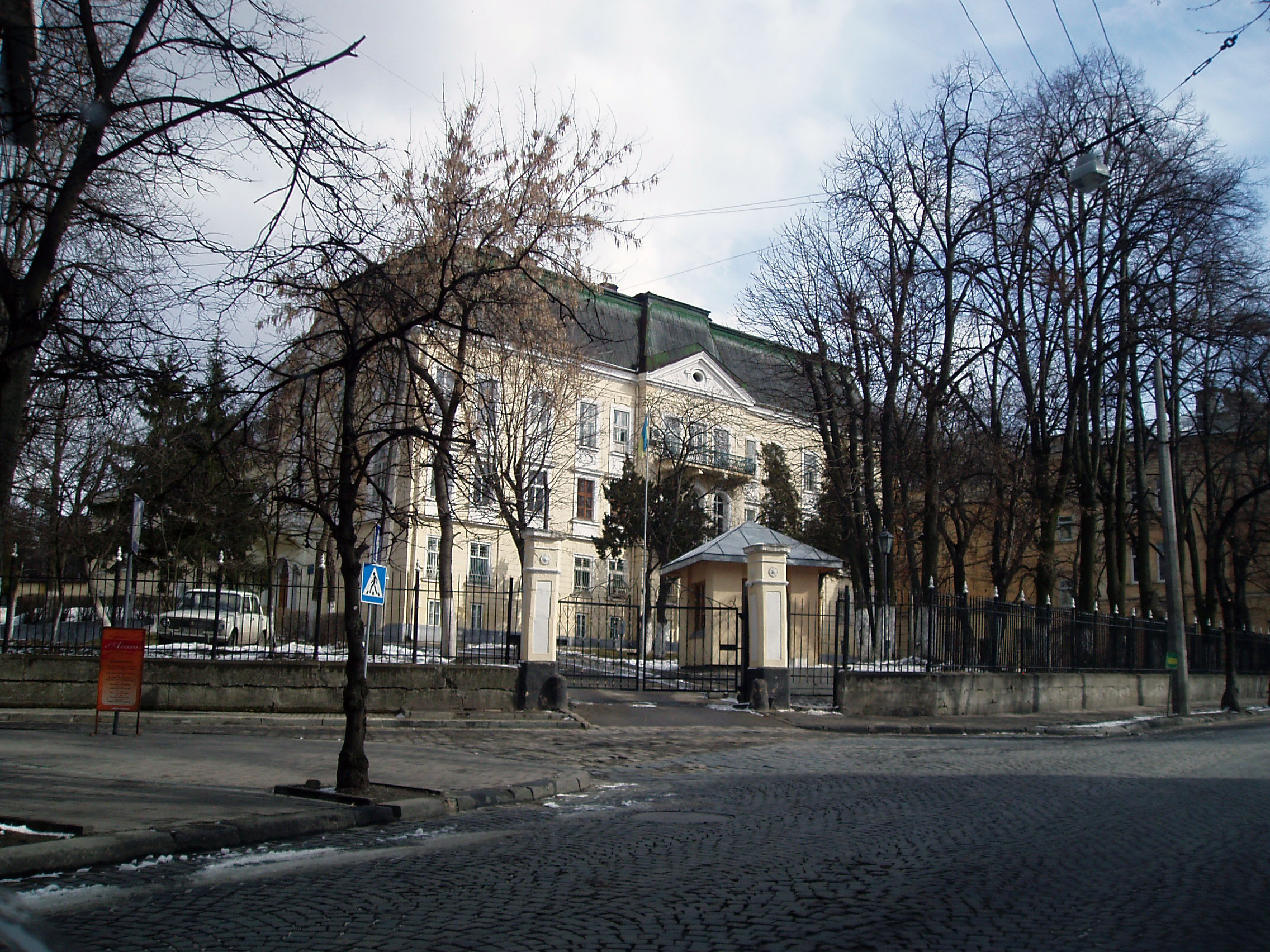
Палац Дідушицьких на вул. Лисенка у Львові

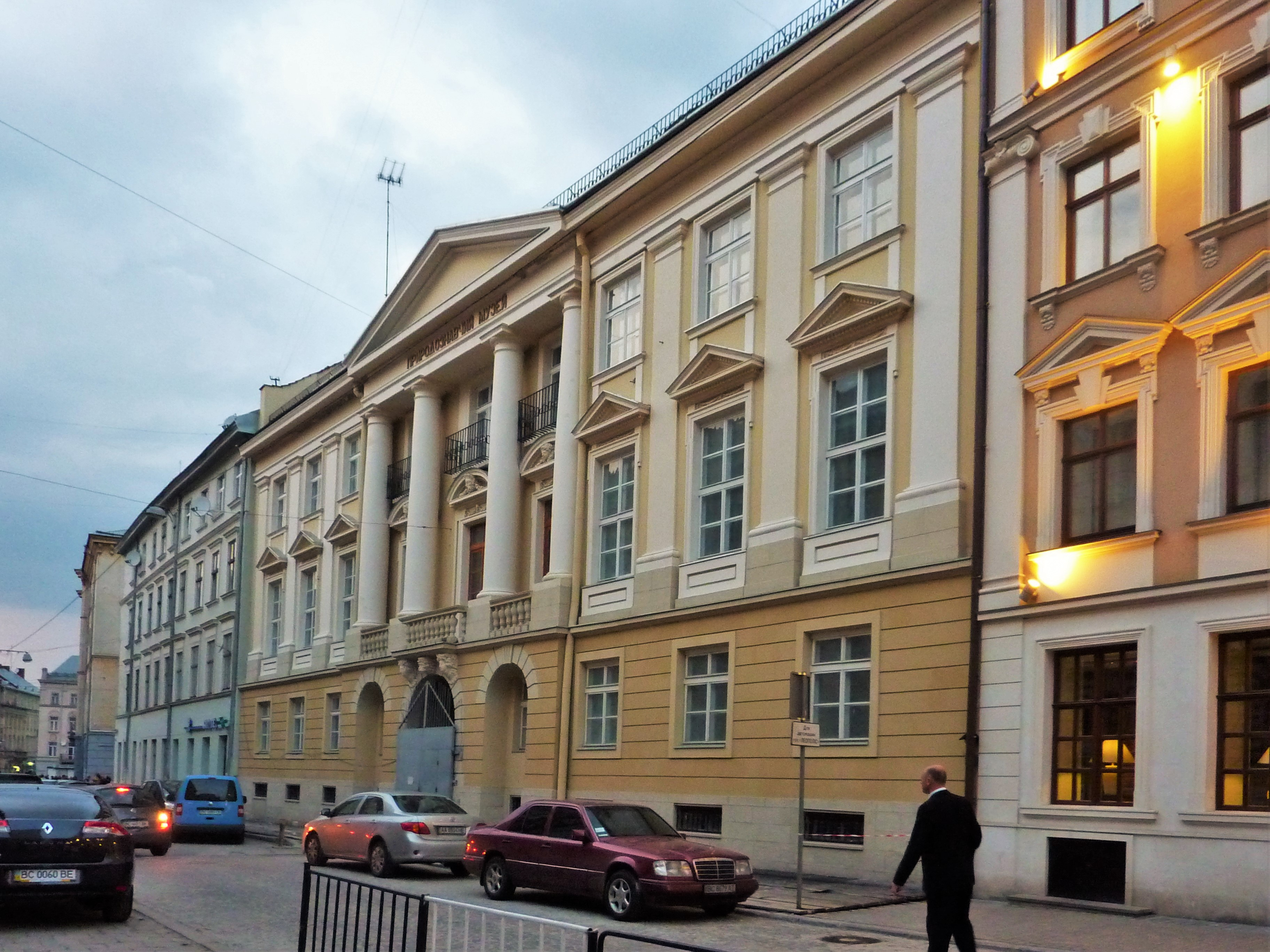
Державний природознавчий музей НАН України у Львові

Володи́мир Ксаверій Тадей Дідуши́цький (пол. Włodzimierz Ksawery Tadeusz Dzieduszycki; 22 червня 1825, с. Яришів, Могилів-Подільський район, Вінницька область — 18 вересня 1899, с. Поториця, Сокальський район, Львівська область) — спольщений граф українського походження, меценат, колекціонер, учень школи номер 7, природознавець, зоолог, етнограф, археолог, засновник Природознавчого музею у Львові, член-кореспондент Академії наук у Кракові, політичний діяч у Галичині. Один з очільників «Руського Собору». Перший куратор Крайової школи лісового господарства. Зять графа Матеуша Мьончиньського.

## Життєпис
Єдиний син графа Юзефа-Каласантія Дідушицького та його дружини Анни Пауліни з роду графів Дзялинських.
Дідушицькі свій рід вели від руських бояр Дідушичів, які з XV століття осіли в околицях Стрия. Згідно з генеалогічною легендою, походили від князя Василька Романовича — брата короля Данила I.
З дитячого віку хлопець виявляв замилування до природи, що особливо підтримувала та прагнула розвинути його мати. Здобув домашню освіту, для цього батьки наймали відомих учених: Авґуста Бєльовського (директора, який викладав історію та літературу), Вінцента Поля (географія), Ернеста Шауера (орнітологія) тощо. Крім того, зібрана батьком бібліотека в родовому маєтку в Поториці налічувала тисячі книг, рукописи, ікони, картини. Виховання супроводжували подорожі за кордон, під час яких Володимира найбільше цікавили природничі музеї.
У 1848 році Володимир Дідушицький — член Центральної національної ради та польської Національної гвардії. Сам скасував панщину у своїх маєтках, матеріально допомагав революціонерам. Того ж року серед інших галицьких аристократів зголошувався до єпископа Григорія Яхимовича, щоб перейти з латинського на грецький обряд. Яхимович їм відмовив, сказавши, що русини своєї шляхти не мають і не потребують.
Будучи свідомим свого русинського походження, деколи казав: «Я — Дідух!»
Графа тричі обрали послом до Галицького сейму (1861, 1867, 1877), але він відмовлявся від мандату. Все ж засідав у сеймі після додаткових виборів 1865–1867 та 1874–1876 рр. 1861 — з нагоди перших виборів до сейму в його палаці на Курковій відбулися переговори польських і українських політиків про утворення єдиної галицької фракції в австрійському парламенті. 1876 — маршалок Галичини.
1857 — переніс свої колекції до Львова, 1868 року розмістив їх у кам'яниці на вул. Театральній, де організував музей. Свою колекцію він відкрив для відвідувачів у 1873-му році, а в 1880 — подарував свій музей разом із палацом, де він розташувався, місту Львову. При цьому залишився ординатором — людиною, яка музей утримує, платить зарплату працівникам і забезпечує видавничу діяльність. Передавши музеєві Поторицько-Заріцьку ординацію, забезпечив йому фінансову стабільність. За цей дар Львівський університет надав графу Дідушицькому докторат honoris causa.
Музей графа Дідушицького був найбагатшою інституцією серед подібних у Східній Європі й унікальним прикладом цілісного образу природи, геології та фольклору Галичини. У музеї були також археологічна колекція та колекція предметів народного побуту. На жаль, відомий михалківський скарб золотих прикрас VIII–VII століть до Р. Х., окраса колекції Дідушицького, 1940 року вивезли до Москви, де він зник без сліду.
Був членом різних наукових товариств світу, належав до ініціаторів створення Вищої рільничої школи в Дублянах (тепер — Львівський національний аграрний університет), був також першим куратором Крайової школи лісового господарства.) і Галицького мисливського товариства, неодноразово представляв Галичину на світових господарських виставках, зокрема у Відні та Парижі, а за активну участь в організації виставки 1877 року у Львові дістав почесне громадянство міста.
Улітку 1895 року граф почав втрачати сили і попросив відвезти його в Поторицю у власний маєток.
Розшукав гуцульських майстрів — різьбярів на дереві Шкрібляків, фінансував їм поїздки до Відня та Парижа, чим сприяв їхній славі. Сучасники згадують про один із балів у графському палаці на Курковій, який нагадував гуцульське весілля.
Помер Володимир Дідушицький 18 вересня 1899 року у своєму маєтку в с. Поториця (нині — село Сокальського р-ну Львівської області).
Похований з почестями і з великою похоронною процесією у родовому гробівці костелу Архангела Михайла (середина XIX століття, архітектор Захаревич Юліан) села Заріччя біля Ярослава (Польща, Підкарпатське воєводство). Тут у родинному парку зі ставком розташований палац Дідушицьких XIX століття у неокласичному стилі, де з 2008 року функціонує музей Дідушицьких.
Його приватні збірки нині становлять основу колекцій Державного природознавчого музею НАН України і Музею етнографії та художнього промислу у Львові.

### Графік виставок, які організовував Володимир Дідушицький
- Берлін — 1860 рік
- Відень — 1873, 1884, 1890 роки (сільського та лісового господарства)
- Париж — 1878 рік
- Коломия — 1880 рік
- Відень — 1880 рік
- Санкт-Петербург — 1881 рік
- Перемишль — 1882 рік (хліборобсько-промислова), 1883 рік
- Тернопіль — 1884 рік
- Львів — 1885 рік (археологічна і етнографічна)
- Краків — 1887 рік (рибальська, мисливська, лісова)
- Краків — 1887 рік (рільнича, промислова і мистецька)
- Львів — 1894 рік

### Політичні та громадські посади Дідушицького
- 1848 року — голова Галицького господарчого товариства
- 1861—1867 роки — посол крайового сейму
- 1874—1878 роки — посол (депутат) у Віденському парламенті Австро-Угорщини
- 1867 рік — маршалок повітової ради у Бродах
- 1876—1878 роки — маршалок Галицького крайового сейму
- 1876 рік — голова Галицького товариства мисливців
- 1877 рік — тайний радник цісарського двору у Відні (екселенція)
- 1877 рік — почесний мешканець Львова, а згодом — Бродів, Сокаля, Коломиї
- 1881 рік — член-кореспондент математично-природничого відділу Краківської академії знань
- 1884 рік — член вищої палати Державної ради у Відні
- 1884 рік — член товариства гірництва і нафтового промислу Галичини
- 1894 рік — почесний доктор філософії Львівського університету

### Власність
Був одним із найбагатших галичан. 1885 року Володимир та його дружина Альфонсина з графів Мйончинських Дідушицькі володіли 78 110 морґами землі та нерухомістю загальною вартістю 7 839 674 золотих ринських. Маєтки цього подружжя розкинулися на територіях Австро-Угорської, Німецької та Російської імперій.
У Львові мав палац на теперішній вул. вул. Лисенка (колись Куркова, нині тут міститься штаб військово-повітряних сил Західного повітряного командування) та будинок на вул. Театральній.
Найдорожчим маєтком Дідушицького були Пеняки під Бродами, поблизу тогочасного австрійсько-російського кордону. У перший період свого життя мешкав у Поториці, де займався господарством, самоосвітою, колекціонував зоологічні, ботанічні та мінералогічні експонати.